# 좌구명

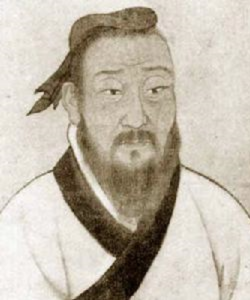

좌구명(左丘明, 기원전 556년 ~ 기원전 451년)은 중국 춘추 시대 말기 노나라의 역사가이다. 《춘추좌씨전》과 《국어》(國語)의 저자라고 알려져 있다.

## 이름
「좌구명(左丘明)」이라고 전해지는 이름이 어떻게 구분되는지에 대해 여러 설이 존재한다.
- 「좌(左)」가 성이고, 「구명(丘明)」이 이름이다.[1]
- 「좌구(左丘)」가 성이고, 「명(明)」이 이름이다.[2]
- 「좌(左)」는 좌사(左史)라는 관직명이고, 「구(丘)」가 성이며,「명(明)」이 이름이다.[3]

「좌구명」(左邱明)이라고 쓴 문헌도 존재하는데, 이는 공자(孔子)의 이름 「구」(丘)를 피휘한 것이다. 청(清) 옹정(雍正) 3년(1725년) 옹정제의 명으로 구(丘)에 阝변을 더해서 구씨(邱氏)로 고쳐 쓰게 하였다.

## 출신
좌구명은 전통적으로 공자와 같은 노나라 사람이라고 알려져 왔다.
『위서』 지형지(地形志)에는 연주(兗州) 동평군(東平郡) 부성현(富城県)에 좌구명의 무덤이 있다고 기록되어 있다. 이곳은 오늘날의 중화인민공화국 산둥성 타이안시 페이청시에 해당한다. 북송의 범풍(范諷)이 쓴 《송상부2년평양현령범풍중수좌전정사기》(宋祥符二年平阴县令范讽重修左传精舍记)에는 「(대중상부) 2년(1099년) 봄에 나(범풍)는 황명을 받들고 이 읍으로 부임해 왔다. 현의 동쪽은 옛날 패자국(肥子国)의 땅으로 좌자(左子)의 옛 마을이라, 옛 사망이 아직도 남아 있다.」(二年春，余承命来莅兹邑。知县之东古肥子国地即左子故里，古庙犹存)라고 하여, 오늘날의 페이청 시 일대를 가리켜 좌구명 집안의 식읍으로 전하고 있다. 또한 페이청시의 석황동형어촌(石横东衡鱼村)에는 구씨(邱氏)들이 거주하고 있는데, 이들은 모두 좌구명의 후손으로 알려져 있다.

## 시대
『논어』(論語) 공야장편(公冶長篇)에서 공자가 좌구명을 칭찬하고 있으며, 『춘추좌씨전』의 작자에 대해 유향(劉向)의 『별록』(別録)에 좌구명이 『좌전』을 증신(曽申, 증자의 아들)에게 전하고 증신이 다시 오기(呉起)에게 전하였다고 기록하고 있어 이 기록을 통해 공자와 같은 시대거나 그보다 조금 이후의 사람임을 짐작할 수 있다.

## 실명설
『사기』(史記)의 저자인 사마천은 본서 태사공자서(太史公自序)에서 "좌구명은 눈이 보이지 않았다"고 적고 있다.

## 춘추좌씨전과 좌구명
『사기』 십이제후연표(十二諸侯年表)에는 좌구명이 『좌씨춘추』(左氏春秋)를 지었다고 서술하였고 『한서』(漢書) 사마천전(司馬遷伝)도 같다. 다만 『춘추좌씨전』의 좌씨(左氏)는 좌구명이 아니라는 설도 당(唐) 이래로 존재하고 있다. 또한 사마천이 말한 『좌씨춘추』가 현전하는 『춘추좌씨전』과 동일한 서적인가에 대해서는 청대의 고증학자 유봉록(劉逢禄) 이래로 여러 의론이 있어 왔다.

## 국어와 좌구명
『사기』 태사공자서나『한서』 사마천전에서는 좌구명을 『국어』(国語)의 저자라고 언급하고 있다.